# Tenajar Kidul
Tenajar Kidul is een bestuurslaag in het regentschap Indramayu van de provincie West-Java, Indonesië. Tenajar Kidul telt 6787 inwoners (volkstelling 2010).